# 阿拉伯马格里布联盟
阿拉伯马格里布联盟（英語：Arab Maghreb Union）是一个马格里布阿拉伯国家政府间国际组织。
马格里布是北非地区的阿拉伯国家的代称。1989年，在卡扎菲的发起下，摩洛哥、阿尔及利亚、突尼斯和利比亚四国联合成立了阿拉伯马格里布联盟，其后毛里塔尼亚也加入该联盟，总部在摩洛哥拉巴特。由于摩洛哥和阿尔及利亚之间在西撒哈拉问题上存在严重的经济和政治分歧，因此联盟未能在其目标上取得切实的进展。自2008年7月3日以来，没有举行过任何高级别会议， 部分政治评论员认为阿拉伯马格里布联盟在很大程度上是处于休停状态。

## 创建
在马格里布地区建立经济联盟的想法始于1956年突尼斯和摩洛哥的独立。不过，直到三十年后，五个主权国家—阿尔及利亚，利比亚，毛里塔尼亚，摩洛哥和突尼斯才于1988年举行了第一次马格里布峰会。联盟于1989年2月17日由成员国在马拉喀什签署条约时成立。根据《宪章》，其目的是保证“与类似的地区机构合作……参加丰富的国际对话……加强成员国的独立性并维护……他们的权益。”该地区的战略意义是基于这样一个事实，即该地区拥有大量的磷酸盐，石油和天然气储备，并且是通往南欧的过境中心。因此在经济上很重要。

## 组织结构
阿拉伯马格里布联盟内部由每个国家轮流担任主席。现任秘书长是来自突尼斯的泰伯·巴库奇。

## 成员国
1994年11月12日在阿尔及尔举行的阿拉伯马格里布联盟外交部长第16届会议期间，埃及申请加入阿拉伯马格里布联盟成为成员国。
目前有5个成员国，分别是：
- 利比亞
- 摩洛哥
- 突尼西亞
- 阿尔及利亚
- 毛里塔尼亚

此外， 埃及也正在申請加入。
- 马格里布联盟徽章
- 马格里布联盟旗帜
- 成员国地图
- 马格里布联盟徽章
- 马格里布联盟旗帜
- 成员国地图
- 成员国地图
- 成员国地图

## 经济
阿拉伯马格里布联盟的经济结合了5个成员国的经济发展水平。所有国家主要是穆斯林国家。 这五个国家的GDP（按购买力平价；购买力平价）合计为1.276万亿美元。 按购买力平价计算的人均国内生产总值，最富有的国家是阿尔及利亚。 按人均国内生产总值（名义）计算，利比亚是最富有的国家，人均收入超过7.803美元。
| 成员国             | 国内生产总值（国际汇率） | 国内生产总值（购买力平价） | 人均国内生产总值（国际汇率） | 人均国内生产总值（购买力平价） | 人类发展指数 |
| ------------------ | ------------------------ | -------------------------- | ---------------------------- | ------------------------------ | ------------ |
| 阿尔及利亚         | 208,773,400,000          | 700,012,100,000            | 4,845                        | 16,246                         | 0.764        |
| 利比亞             | 46,923,000,000           | 79,417,000,000             | 7,133                        | 12,073                         | 0.736        |
| 毛里塔尼亚         | 5,540,500,000            | 19,342,000,000             | 1,365                        | 4,765                          | 0.590        |
| 摩洛哥             | 129,033,000,000          | 334,532,700,000            | 3,625                        | 9,400                          | 0.687        |
| 突尼西亞           | 41,956,700,000           | 149,094,000,000            | 3,568                        | 12,682                         | 0.745        |
| 阿拉伯马格里布联盟 | 432,226,600,000          | 1,282,397,800,000          | 4,107                        | 11,033                         | 0.704        |

## 运作方式
阿拉伯马格里布联盟内部存在传统竞争的问题。例如，在1994年，阿尔及利亚决定将阿拉伯马格里布联盟的主席职位移交给利比亚。在此之前，阿尔及利亚与其他成员，特别是摩洛哥和利比亚之间的外交紧张关系，其领导人一直拒绝参加在阿尔及尔举行的阿拉伯马格里布联盟会议。阿尔及利亚官员为该决定辩护，认为他们只是遵守《阿拉伯马格里布联盟宪章》，该法律规定领导人实际上应每年轮换。阿尔及利亚于1994年同意从突尼斯接任总统，但由于缺乏《宪章》规定的放弃领会的所有必要条件，因此无法将其移交给突尼斯。
在宣布移交国际电联轮值主席国的决定后，利比亚革命领导人穆阿迈尔·卡扎菲表示，现在是时候将国际联盟“放入冷库”了。 这引起了人们对利比亚对联盟立场的质疑。 令人担忧的是，利比亚将对其主持该组织的方式产生负面影响。
此外，自1990年代初以来，尽管摩洛哥和阿尔及利亚之间的外交关系和西撒哈拉主权未解决的问题尽管召开了几次会议，但仍阻止了工会会议进行处理。西撒哈拉是摩洛哥南部的一个前西班牙殖民地，被摩洛哥王国下令通过绿色进军“重新合并到摩洛哥境内”，摩洛哥控制的西撒哈拉地区被划分为盖勒敏-塞马拉大区、阿尤恩-布支杜尔-萨基亚-阿姆拉大区、达赫拉-黄金谷地大区。1976年该地区宣布独立为阿拉伯撒哈拉民主共和国。由于阿尔及利亚对撒哈拉独立的坚决支持，摩洛哥拒绝举行会议使2005年中的最新一次高层会议脱轨。阿尔及利亚一直支持西撒哈拉人民解放阵线武装进行解放运动。
为解决西撒哈拉问题，特别是联合国进行了几次尝试。 2003年中，联合国秘书长的个人特使詹姆斯·贝克提出了一项解决计划，也被称为贝克计划II。 联合国的提案遭到摩洛哥的拒绝，并被阿拉伯撒哈拉民主共和国接受。 就双边尝试而言，几乎没有取得任何成就，因为摩洛哥继续拒绝任何允许西撒哈拉独立的让步，而阿尔及利亚继续支持撒哈拉人的自决。
此外，卡扎菲的利比亚和毛里塔尼亚之间的争吵并未使振兴该组织的任务更加容易。毛里塔尼亚指责利比亚特勤局参与了2003年针对总统马维亚·乌尔德·西德·艾哈迈德·塔亚的未遂政变。利比亚否认了这一指控。
到2023年，该地区的单一货币项目在技术上仍然可行，但在政治上仍然存在问题。